# Garáb
Garáb es un pueblo ubicado en el condado de Nógrád, Hungría.

## Superficie
Posee una superficie de 8,20 kilómetros cuadrados.

## Demografía
Hasta 2021 la población era de 54 habitantes, con una densidad de población de 6,58 habitantes por kilómetro cuadrado.